# آنتونی دنمان
آنتونی دنمان (انگلیسی: Tony Denman؛ زادهٔ ۲۲ اکتبر ۱۹۷۹) یک هنرپیشه اهل ایالات متحده آمریکا است.
از فیلم‌ها یا برنامه‌های تلویزیونی که وی در آن نقش داشته است می‌توان به فارگو، خواهری پسران و نشنال لمپون نه چندان قانونی اشاره کرد.